# Storms over Still Water
Storms Over Still Water is het zesde muziekalbum van de Britse muziekgroep Mostly Autumn. Het is het eerste studioalbum dat uitkomt op hun eigen platenlabel Mostly Autumn Records. De puf was er enige tijd uit, met het uitbrengen van steeds maar live-albums. In 2005 kwam Mostly Autumn met een nieuw geluid. De folky invloeden zijn naar de achtergrond verdwenen, men speelt nu pure progressieve rock. Een trend die zich op het volgende album doorzet. Het album komt uit in twee varianten: een enkele compact disc en een compact disc met dvd. Deze laatste is een collectoritem, dat tot stand gekomen is door voorfinanciering van fans en komt uit in een oplage van 2000 stuks via (nog) Classic Rock Direct (juni 2005).

## Musici
Ook nu weer personele ontwikkelingen:
- Bryan Josh – zang, gitaar
- Heather Findlay – zang, percussie
- Iain Jennings – keyboards; zang (laatste album)
- Angela Gordon (voorheen Goldthorpe) – dwarsfluit, blokfluit, zang
- Liam Davison - gitaar
- Andy Smith – basgitaar
- Andrew Jennings – Drums (eerste album)

met:
- Troy Donockley – Uilleann pipes (Track 9); Low Whistles (9)
- Chris Johnson – achtergrondzang (2)
- Mark Gordon - achtergrondzang (8) (man van Angela)
- Chris Walkden - achtergrondzang (8)

## Compositie

### cd
1. "Out of the Green Sky" (Findlay/Josh) (3:40)
2. "Broken Glass" (Josh/Jennings) (3:44)
3. "Ghost in Dreamland" (Josh/Jennings) (3:12)
4. "Heart Life" (Findlay/Josh)(5:50)
5. "The End of the World" (Findlay/Josh/Jennings)(4:04)
6. "Black Rain" (Findlay/Josh)(3:53)
7. "Coming To..." (Jennings)(2:52)
8. "Candle to the Sky" (Josh)(8:19)
9. "Carpe Diem" (Findlay/Jennings)(8:05)
10. "Storms Over Still Water" (Josh)(7:39)
11. "Tomorrow" (Josh)(3:40)

### dvd
1. Making of …
2. Ghost in Dreamland, demo
3. Broken Glass, demo
4. live-uitvoeringen van Mother Nature, The Last Climb en Shrinking violet.

## Hoes
- Hoes via progarchives